# Yolina elegantula
Yolina elegantula är en skalbaggsart som först beskrevs av Karl Henrik Boheman 1848.  Yolina elegantula ingår i släktet Yolina och familjen dykare. Inga underarter finns listade i Catalogue of Life.